# Herongate and Ingrave
Herongate and Ingrave är en civil parish i Brentwood i Essex i England. Civil parish har 2 175 invånare (2011).